# 湄索县
湄索縣，或譯夜速縣、美速縣，是屬於泰國達府的一個縣，位於泰緬邊境隔著莫艾河與緬甸相望。與美索毗鄰的區域分別是（從北以順時針方向）：Mae Ramat、Mueang Tak及Phop Phra。湄河對岸是緬甸的苗瓦迪鎮區。湄索距離達府府治縣86公里，可經由高速公路105抵達，高速公路105也就是亞洲公路1號線AH1。

## 往緬甸的通道

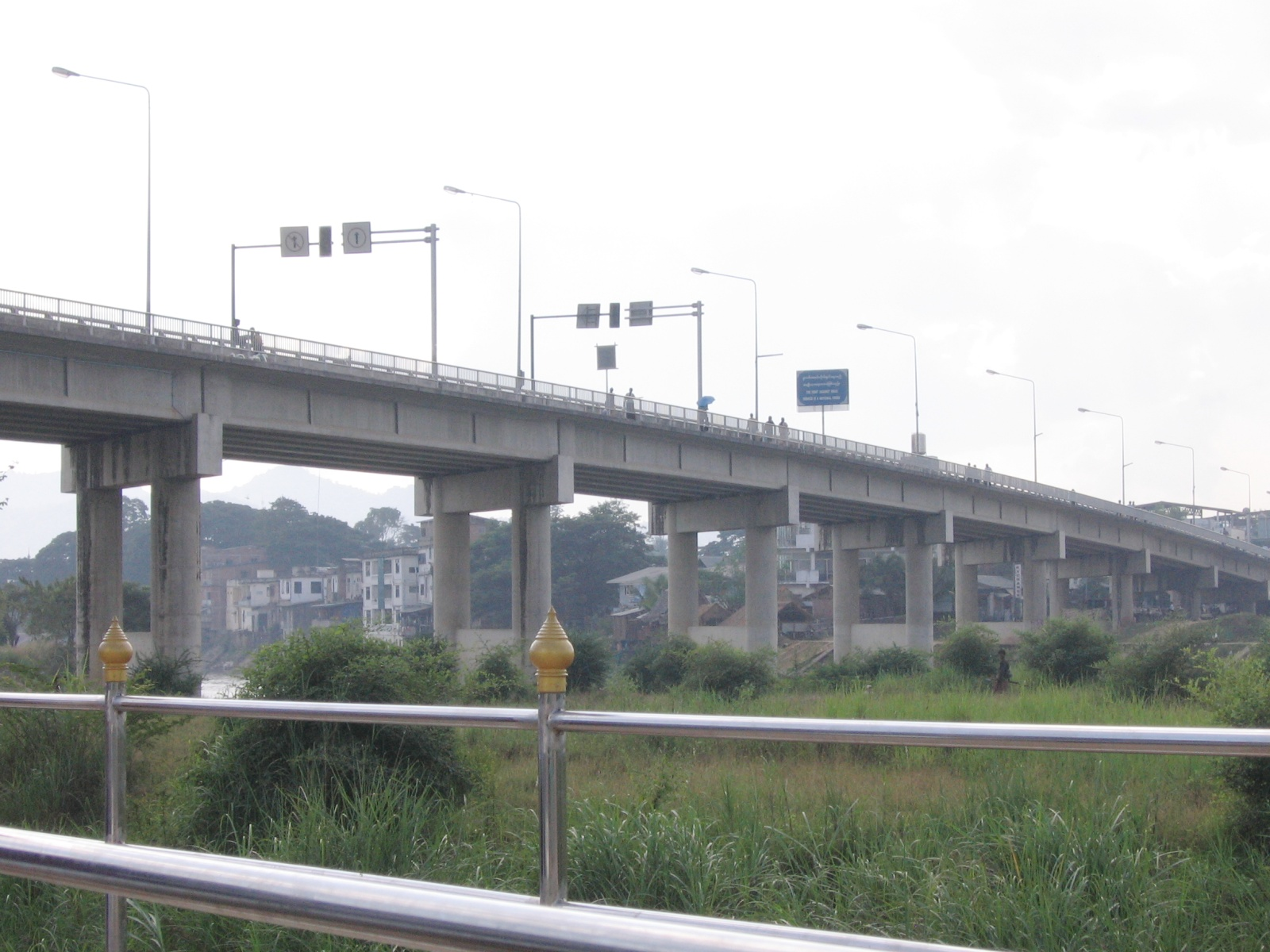
泰緬友誼大橋

湄索位於穿越泰國與緬甸的亞洲高速公路AH1上，因此這裡是泰國通往緬甸最重要的通道（另一個是三佛塔關口）。泰緬友誼大橋（Thai-Myanmar Friendship Bridge）建立於1997年，橫跨湄公河連結泰國湄索和緬甸苗瓦迪。橋頭入口處有移民官署的辦公室，辦公時間為每日上午6點至下午6點，但由於受2019冠狀病毒病疫情影響，此邊境口岸由2020年3月22日起暫時關閉。
作為一個邊關城市，湄索設有湄索國際機場。但是因為油價高漲的關係，某些航空公司（例如：普吉航空）已經取消了曼谷到湄索之間的航班，湄索機場目前只有皇雀航空提供來往曼谷廊曼機場的定期航班。
達府商會每年都會舉辦自行車越野賽，終點在緬甸的苗瓦迪鎮。

## 經濟

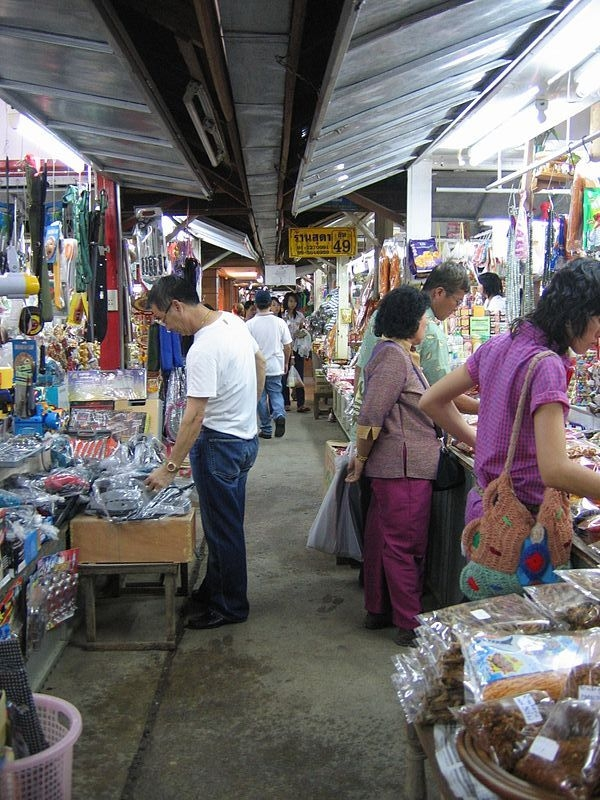
湄河岸市場

當地最主要的經濟活動是與緬甸的邊關貿易、旅遊以及銷售地方性的手工藝品。那些會經過此地的觀光客通常都是穿過邊境到緬甸，或者北上到湄宏順省，又或者是往南到翁龐郡（Amphoe Umphang）的風景名勝。市中心也有些販售珠寶的商店。湄河岸市場（Rim Moei Marke）是最著名的市場，位於友誼大橋的泰國境內，主要販售舶來品。新、舊穆塞市場（Mussur Market）座落於AH1高速公路邊，靠近美索和Mueang Tak郡的邊界，主要販售農產品。這兩個市場相距一公里，分別在AH1公路的兩側，舊的穆塞市場位在美索郡，新的市場在Mueang Tak縣。“Mussur”是拉祜族的泰文發音。

## 緬甸難民
梅道診所位於美索靠近緬甸邊境的郊外，為緬甸的難民提供實質的醫療服務。梅道診所對於美索來說扮演相當重要的地下或志工經濟，因為大量的緬甸人因為內戰逃離戰火、或受到軍政府的迫害、或因為失業，因此選擇逃離家園而成為難民。許多國際志工在這裡與辛西雅醫生一起為這些緬甸難民提供援助。

## 行政
湄索縣轄下有10個次縣（tambon），86個村（muban）。
10個次縣分別為：
| 序號 | 名稱                | 泰語名      | 人口 |
| ---- | ------------------- | ----------- | ---- |
| 1.   | 湄索                | แม่สอด       |      |
| 2.   | Mae Ku              | แม่กุ         |      |
| 3.   | Phawo               | พะวอ        |      |
| 4.   | Mae Tao             | แม่ตาว       |      |
| 5.   | Mae Kasa            | แม่กาษา      |      |
| 6.   | Tha Sai Luat        | ท่าสายลวด    |      |
| 7.   | Mae Pa              | แม่ปะ        |      |
| 8.   | Mahawan             | มหาวัน       |      |
| 9.   | Dan Mae La Mao      | ด่านแม่ละเมา  |      |
| 10.  | Phra That Pha Daeng | พระธาตุผาแดง |      |

湄索市涵蓋整個湄索次縣。
泰國目前打算在湄索建立一個新的省府中心。特別是這個新的行政單位將涵蓋與多個次縣，如湄索、Mae Pa 及Tha Sai Luat。

## 外部連結
- 维基导游上有關湄索县的旅行指南
- Mae Sot - Little Burma
- Asian Highway
- A Town Like Mae Sot
- BLSO-Mae Sot based burmese NGO
- Mae Tao Clinic (MTC) （页面存档备份，存于）
- Youth E-Service (YES):  Projects of helping to reduce digital illiteracy at the border of Thailand and Burma.